# Sgòr Gaibhre
Der Sgòr Gaibhre ist ein als Munro und Marilyn eingestufter, 955 Meter hoher Berg in Schottland. Sein gälischer Name kann in etwa mit Felsige Spitze der Ziegen übersetzt werden.
Er liegt auf der Grenze zwischen den Council Areas Highland und Perth and Kinross in den Grampian Mountains östlich von Fort William zwischen Loch Ossian und Loch Ericht in einer einsamen und unbesiedelten Berglandschaft nordöstlich von Rannoch Moor. Östlich benachbart liegt das Massiv des Ben Alder, westlich der ebenfalls als Munro eingestufte Càrn Dearg.

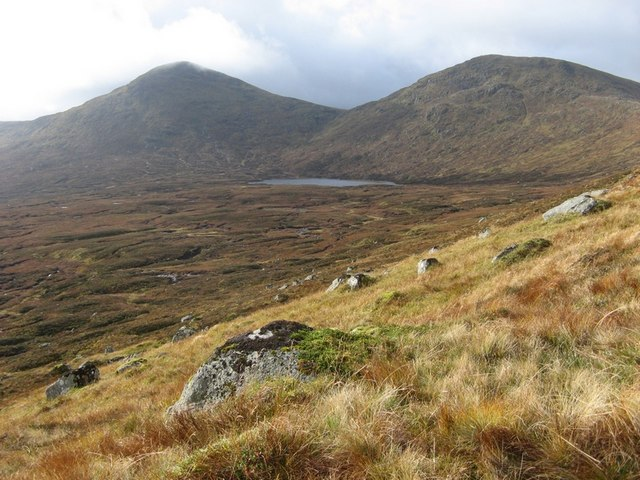
Blick von Osten auf den Sgòr Gaibhre (links) und den Sgòr Choinnich (rechts)

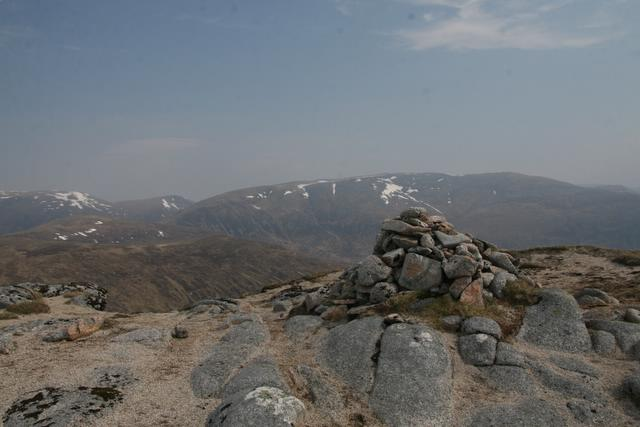
Der Gipfelcairn des Sgòr Gaibhre, im Hintergrund das Massiv des Ben Alder

Der Sgòr Gaibhre bildet mit dem nördlich benachbarten, 938 Meter hohen Sgòr Choinnich einen auffälligen Doppelgipfel. Dieser ist ihm als Munro-Top zugeordnet. Beide sind durch den rund 800 Meter hohen Bealach nan Sgòr getrennt. Während beide Berge nach Westen eher flach in mooriges Heideland auslaufen, fallen sie nach Osten mit steilen, schrofendurchsetzten Seiten ab. Nach Süden besitzt der Sgòr Gaibhre einen langsam auslaufenden Grat, der wie der Gipfel nach Westen flach ausläuft, dagegen nach Osten felsig abfällt. Nordwestlich, der Ostseite des Sgòr Choinnich vorgelagert, befindet sich der kleine Lochan a’ Bhealaich.
Aufgrund seiner Lage in unbewohntem Bergland weit abseits öffentlicher Straßen wird der Sgòr Gaibhre eher selten bestiegen. Ziel ist er vor allem für Munro-Bagger, die ihn oft gemeinsam mit dem westlich benachbarten, etwa drei Kilometer südwestlich liegenden Càrn Dearg aufsuchen. Übliche Ausgangspunkte sind die beiden Bahnhöfe Rannoch oder Corrour an der West Highland Line. Vom Bahnhof Corrour aus führt der Weg über die Jugendherberge am Westufer von Loch Ossian und dann entweder zuerst über den Càrn Dearg und den flachen Verbindungssattel Màm Bàn zum Gipfel oder weiter entlang Loch Ossian und von dessen Ostende bei Corrour Lodge nach Südosten über den Sgòr Choinnich zum Gipfel und jeweils über den anderen Weg zurück. Vom Bahnhof Rannoch aus führt der Weg durch das breite Tal des Allt Eigheach, dem nördlichen Zufluss von Loch Eigheach, zuletzt weglos, bis zum Màm Bàn und dann weiter nach Osten zum Gipfel.